# TIDE Sprints
TIDE Sprints є однією з найважливіших подій Командування ОЗС НАТО з питань трансформації та НАТО, які сприяють розвитку та інноваціям, а також проводяться для швидкого розвитку концепцій та специфікацій з метою поліпшення та об'єднання взаємодії між НАТО та партнерськими країнами щодо здатностей C2 та ІТ-служб. TIDE Sprints є частиною Interoperability Continuum, до якого також входять TIDE Hackathons та Coalition Warrior Interoperability Exercise.
TIDE Sprints розглядають взаємодію з точки зору людей, процесів та технологій, заохочуючи операторів, інженерів, вчених та академіків ділитися та обмінюватися ідеями, а також співпрацювати над поточними та майбутніми рішеннями. Це відбувається внаслідок того, що:
- Вони розуміють командування та контроль (C2) та знають, де потрібно поліпшити взаємодію.
- Вони визначають інноваційні можливості, які пропонує технологія для подолання складних проблем.
- Вони діляться знаннями, активно беруть участь та роблять свій внесок в середовище, де цінується відкритість до новизни.
- Вони розпізнають унікальну можливість поліпшити взаємодію між усіма комунікаційними та інформаційними системами (CIS) союзників та партнерських країн.

Кожен TIDE Sprint складається з кількох треків, кожен з яких очолює експерт з НАТО або національний волонтер, який працює зі своєю Спільнотою інтересів, щоб визначити нові вимоги, нагальні проблеми та можливості для інновацій. Результатами TIDE Sprints є рекомендації, які можна використовувати в інших подіях Interoperability Continuum, зусиллях НАТО та національних зусиллях щодо розвитку здатностей або використовувати на наступному заході TIDE Sprint.

## Участь українців у TIDE Sprints
У 2024 році українські спеціалісти взяли участь у TIDE Sprint у Берліні, де представили свої досягнення та обмінялися досвідом з міжнародною спільнотою.
- Тарас Кльоба виступив із кількома презентаціями, де висвітлив різноманітні аспекти використання технологій у військовій сфері:
  - На TIDE Talks він представив доповідь про рішення, яке було розроблено командою під час TIDE NATO Hackathon в Амстердамі.
  - На медичному треку Тарас поділився досвідом розробки інноваційних медичних рішень.
  - У секції, присвяченій Data & AI, він розповів про застосування PostgreSQL для вирішення геоаналітичних задач.

- Елизавета Бойко з Центру інновацій Міністерства оборони України провела доповідь, в якій розглянула систему ситуаційної обізнаності DELTA. Вона наголосила на значенні цієї системи для підвищення ефективності ухвалення рішень та надала огляд можливостей DELTA.

У 2023 році у місті Ліллехаммер у Норвегії, на TIDE Sprint виступили:
- Заступник Міністра оборони України з питань цифрового розвитку, цифрової трансформації та цифровізації Віталій Дейнега взяв участь у конференції НАТО TIDE Sprint, організованої у Норвегії (м.Ліллегаммер) Командуванням НАТО з питань трансформації.[1] З доповіддю "Інновації та ініціативи з цифрової трансформації в ЗСУ".

- Тарас Кльоба разом із командою презентували своє переможне рішення із NATO TIDE Hackathon 2023, яке команда розробила у під час хакатону у Варшаві, і це рішення має на меті надати для Командування ОЗС НАТО з питань трансформації та НАТО аналітичний дашборд за допомогою якого можна відстежувати ефективність проведених CWIX подій.[2]

У 2022 році у місті Вірджинія-Біч штату Вірджинія у США виступив:
- Сергій Гальчинський та команда представили українську розробку – систему Дельта. Українських фахівців запросили поділитися досвідом застосування цифрових рішень та сучасних ІТ-розробок для отримання переваги на полі бою під час війни з Росією, зокрема, розповісти про програму ситуаційної обізнаності, аналоги якої тільки створюються у країнах-членах альянсу.[3]